# Hohenbocka
Hohenbocka település Németországban, azon belül Brandenburgban. Lakosainak száma 979 fő (2023. december 31.). Hohenbocka Lauta és Grünewald községekkel határos.

## Népesség
A település népességének változása:
| Lakosok száma | 970  | 967  | 998  | 994  | 979  |
|               | 2017 | 2019 | 2021 | 2022 | 2023 |